# Stańczyk
Stańczyk (prononcé [ˈstajnt͡ʂɨka]), diminutif de Stanisław, né vers 1480 et mort vers 1560, est un célèbre bouffon à la cour royale de Pologne. Il travaille sous les règnes de Alexandre Ier Jagellon, Sigismond Ier de Pologne et Sigismond II de Pologne,.

## Noms, identité et historicité

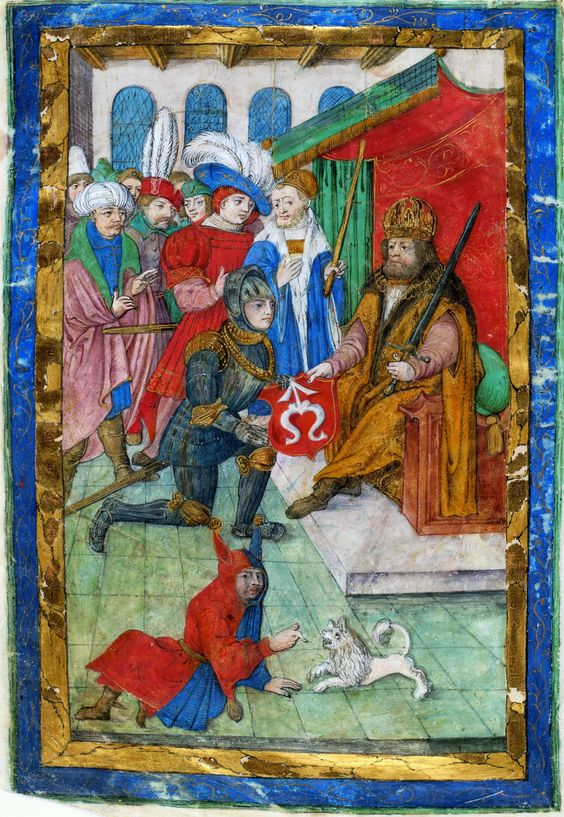
Miniature du Liber geneseos illustris familiae Schidloviciae de Stanisław Samostrzelnik, probablement à l’effigie de Sigismond Ier et Stańczyk.

La rareté des sources a donné lieu à quatre hypothèses distinctes au XIXe siècle : que Stańczyk était entièrement inventé par Jan Kochanowski et ses collègues ; qu'il était « peut-être un bouffon typique habillé par ses contemporains dans une tenue ésopique ; ou peut-être une vision shakespearienne des écrivains du XIXe siècle ; ou peut-être en effet une éminence grise de la societatis ioculatorum ». Quoi qu'il en soit, le consensus parmi les chercheurs modernes est qu'une telle personne a effectivement existé et, même si ce n'était pas le cas, il a eu une importance considérable pour la culture polonaise des siècles suivants, apparaissant dans les œuvres de nombreux artistes des XIXe et XXe siècles.
On ne sait presque rien de la vie de Stańczyk, et même son nom et son identité sont sujets à controverse. Les sources contemporaines mentionnent des bouffons de cour nommés Gąska et Stańczyk. Ces deux noms figurent notamment dans deux poèmes courts de Jan Kochanowski. Les deux mots sont respectivement des diminutifs de gęś (oie) et Stanisław, plutôt que de véritables noms. Tout cela a conduit Aleksander Brückner (en) et d'autres chercheurs à penser que Gąska et Stańczyk ne sont que deux surnoms de la même personne,. En raison de cette hypothèse, Stańczyk est parfois appelé Stanisław Gąska, un nom polonais typique, mais d'origine beaucoup plus tardive puisqu'il est forgé à la fin du XIXe siècle.
La renommée et la légende de Stańczyk étaient déjà solidement ancrées à son époque, la Renaissance. Sa popularité a ressurgi au XIXe siècle et demeure bien vivante aujourd'hui. Contrairement aux bouffons des autres cours européennes, Stańczyk a toujours été perçu comme bien plus qu'un simple amuseur.
Il est souvent décrit comme un homme d'une grande intelligence et un philosophe politique doté d'une remarquable perspicacité sur la situation présente et future de la Pologne. Il aurait su utiliser son rôle pour critiquer et alerter ses contemporains par le biais de la satire. Ses plaisanteries abordaient fréquemment des questions politiques ou de cour contemporaines. Les remarques et les blagues de Stańczyk ont été préservées par de nombreux écrivains et historiens de son temps, tels que Łukasz Górnicki, Jan Kochanowski, Marcin Kromer et Mikołaj Rej, qui l'ont salué pour son combat contre l'hypocrisie au nom de la vérité. Certaines sources vont même jusqu'à le désigner comme « ami personnel de Marcin Kromer, au grand déplaisir des évêques ».